# رودی گورس
رودی گورس (انگلیسی: Rudi Gores؛ زادهٔ ۵ سپتامبر ۱۹۵۷) بازیکن فوتبال اهل آلمان است.
از باشگاه‌هایی که در آن بازی کرده‌است می‌توان به باشگاه فوتبال اس‌سی فورتونا کلن، باشگاه فوتبال دویسبورگ، باشگاه فوتبال بروسیا مونشن‌گلادباخ، و باشگاه فوتبال فورتونا دوسلدورف اشاره کرد.